# 德爾 (明尼蘇達州)
德爾（英語：Dell）是位於美國明尼蘇達州法里博縣埃默拉爾德鎮區的一個非建制地區。

## 地理
德爾所處的海拔為高於海平面340米（即1116英呎），而該地所採用的時區為UTC-6，即北美中部時區（CST）。同時該地設有夏令時間，為UTC-6調快一小時，即UTC-5（CDT）。